# Saint-Victor-et-Melvieu

Saint-Victor-et-Melvieu este o comună în departamentul Aveyron din sudul Franței. În 1 ianuarie 2022 avea o populație de 313 de locuitori.